# Ophiomyia magna
Ophiomyia magna är en tvåvingeart som beskrevs av Spencer 1983. Ophiomyia magna ingår i släktet Ophiomyia och familjen minerarflugor.
Artens utbredningsområde är Costa Rica. Inga underarter finns listade i Catalogue of Life.